# 121232 Zerin
121232 Zerin este un asteroid din centura principală de asteroizi.

## Descriere
121232 Zerin este un asteroid din centura principală de asteroizi. A fost descoperit pe 11 septembrie 1999 la Observatorul Starkenburg din Heppenheim. Asteroidul prezintă o orbită caracterizată de o semiaxă mare de 2,74 ua, o excentricitate de 0,11 și o înclinație de 11,9° în raport cu ecliptica.